# Tachymenis attenuata
Espèce
Tachymenis attenuata est une espèce de serpents de la famille des Dipsadidae.

## Répartition
Cette espèce se rencontre dans le sud du Pérou et en Bolivie.

## Description
L'holotype de Tachymenis attenuata, un mâle adulte, mesure 582 mm dont 126 mm pour la queue. Cette espèce présente une coloration générale brune. C'est un serpent venimeux.

## Liste des sous-espèces
Selon The Reptile Database (30 janvier 2014) :
- Tachymenis attenuata attenuata Walker, 1945
- Tachymenis attenuata boliviana Walker, 1945

## Publication originale
- Walker, 1945 : A Study of the Snake, Tachymenis peruviana Wiegmann AND ITS Allies. Bulletin of the Museum of Comparative Zoology at Harvard College, vol. 96, p. 1-56 (texte intégral).